# هال موريس
هال موريس (بالإنجليزية: Hal Morris)‏ هو لاعب كرة قاعدة أمريكي، ولد في 9 أبريل 1965 في فور ركر في الولايات المتحدة.

## وصلات خارجية
- هال موريس على موقع دوري كرة القاعدة الرئيسي (الإنجليزية)
- هال موريس على موقعبيزبول رفرنس.كوم (الدوري الرئيسي) (الإنجليزية)
- هال موريس على موقعبيزبول رفرنس.كوم (الدوري الثانوي) (الإنجليزية)
- هال موريس على موقع إي إس بي إن.كوم (أم.أل.بي) (الإنجليزية)
- هال موريس على موقع مشجعي الرسوم البيانية (الإنجليزية)